# 乐创文娱
乐创文娱（全称：乐创文娱（北京）有限公司；前称：乐视影业、新乐视文娱）是中国的影视制作和发行公司。

## 历史
2011年3月，光线影业原总裁张昭创立了乐视影业，并任职CEO及执行董事。
2013年5月28日，著名导演张艺谋成为乐视影业的签约导演，并担任公司的艺术总监。张艺谋与乐视合作的首部电影《归来》于2014年5月16日上映。双方合作的第二部作品《长城》为中美合拍的大型历史魔幻动作片，2016年12月在中国公映。
2017年1月13日至14日，融創中國及乐视网公佈，融創中國透過关联公司嘉睿汇鑫向樂視控股購買15%乐视影业股權、向乐视网購買部分乐视致新股權。同時華夏人壽、樂然投資和融創中國向乐视致新增資，令樂視控股股權被分薄至18.3805%，但解決乐视致新與樂視控股的資金危機。

## 作品
| 年代    | 作品                     | 导演                |
| ------- | ------------------------ | ------------------- |
| 2012    | 《八星抱喜》             |                     |
| 2012    | 《追凶》                 |                     |
| 2012    | 《消失的子弹》           |                     |
| 2012    | 《敢死队2》              | 中美合拍            |
| 2013    | 《同谋》                 |                     |
| 2013    | 《小时代》               | 郭敬明              |
| 2013    | 《小时代：青木时代》     | 郭敬明              |
| 2013    | 《百星酒店》             |                     |
| 2013    | 《敢死队3》              | 中美合拍            |
| 2014    | 《归来》                 | 张艺谋              |
| 2014    | 《老男孩之猛龙过江》     |                     |
| 2014    | 《暴走神探》             |                     |
| 2014    | 《小時代：刺金時代》     | 郭敬明              |
| 2014    | 《小時代：灵魂尽头》     | 郭敬明              |
| 2014-15 | 《太平轮》               | 吴宇森              |
| 2015    | 《何以笙箫默》           |                     |
| 2016    | 《长城》                 | 张艺谋执导/中美合拍 |
| 2016    | 《爵迹》                 | 郭敬明              |
| 2016    | 《赏金猎人》             |                     |
| 2016    | 《盗墓笔记》             | 李仁港              |
| 2016    | 《28岁未成年》           |                     |
| 2016    | 《熊出没之熊心归来》     |                     |
| 2016    | 《高跟鞋先生》           |                     |
| 2017    | 《熊出沒之奇幻空間》     |                     |
| 2017    | 《猪猪侠之英雄猪少年》   |                     |
| 2017    | 《奇門遁甲》             | 袁和平              |
| 2017    | 《“吃吃”的爱》           | 蔡康永              |
| 2017    | 《那一场呼啸而过的青春》 |                     |
| 2017    | 《钢铁飞龙之再见奥特曼》 |                     |
| 2017    | 《推理笔记》             |                     |
| 2017    | 《影》                   | 张艺谋              |